# Gelis shawidaani
Gelis shawidaani är en stekelart som beskrevs av Schwarz 2002. Gelis shawidaani ingår i släktet Gelis och familjen brokparasitsteklar. Inga underarter finns listade i Catalogue of Life.